# Marko Šarlija
Marko Šarlija (ur. 31 stycznia 1982 w Zagrzebiu) – piłkarz chorwacki grający na pozycji bramkarza.

## Kariera klubowa
Šarlija urodził się w Zagrzebiu i jako junior trafił do szkółki najsłynniejszego klubu z tego miasta, Dinama Zagrzeb. Jednak jako 18-latek nie miał szans na grę w tym klubie i został wypożyczony do drugoligowej Croatii Sesvete, klubu z przedmieść Zagrzebia. W 2001 roku wrócił do Dinama, jednak był tam tylko trzecim bramkarzem po Ivanie Turinie i Tomislavie Butinie i nie zdołał zaliczyć debiutu. Na sezon 2002/2003 wypożyczono go więc do NK Zadar, by mógł się tam ogrywać w lidze. W pierwszej kolejce tamtego sezonu Šarlija w końcu doczekał się debiutu w chorwackiej ekstraklasie. Miał on miejsce 27 lipca 2002 w przegranym 1:3 wyjazdowym meczu z NK Rijeka. Marko był podstawowym zawodnikiem Zadaru i rozegrał w nim 23 mecze ligowe, a klub ten zajął 10. miejsce w lidze broniąc się przed spadkiem z ligi i tracąc najwięcej goli w sezonie spośród wszystkich drużyn (71). Pomimo tego, Šarlija po sezonie wrócił do Dinama. Co prawda pierwszym bramkarzem był Turina, ale Šarliji udało się zaliczyć debiut w stołecznym zespole (13 września 2003 w wygranym 2:0 wyjazdowym meczu z NK Zagreb) i łącznie w sezonie zagrał 8-krotnie. Latem 2004 do Dinama trafił były reprezentant kraju, Vladimir Vasilj i Šarlija został ponownie wypożyczony, tym razem do zespołu Inter Zaprešić. Tam jednak nie zawsze grał w pierwszym składzie, o który walczył z Mario Miskoviciem i Igorem Starmanem. Ogółem w Interze zagrał 13 meczów i wywalczył niespodziewanie wicemistrzostwo kraju. Latem 2005 ponownie wrócił do Dinama, ale w sezonie 2005/2006 nie zagrał w żadnym meczu (Dinamo zostało mistrzem kraju). W sezonie 2006/2007 Šarlija nadal był rezerwowym, ale został ponownie mistrzem Chorwacji, ale na sezon 2007/2008 został wypożyczony do Interu Zaprešić. Od lata 2008 gra w azerskim FK Baku.
| Sezon   | Klub               | Kraj        | Rozgrywki            | Mecze | Bramki |
| ------- | ------------------ | ----------- | -------------------- | ----- | ------ |
| 2000/01 | NK Croatia Sesvete | Chorwacja   | druga liga Chorwacji | ?     | ?      |
| 2001/02 | Dinamo Zagrzeb     | Chorwacja   | Prva HNL             | 0     | 0      |
| 2002/03 | NK Zadar           | Chorwacja   | Prva HNL             | 23    | 0      |
| 2003/04 | Dinamo Zagrzeb     | Chorwacja   | Prva HNL             | 8     | 0      |
| 2004/05 | Inter Zaprešić     | Chorwacja   | Prva HNL             | 13    | 0      |
| 2005/06 | Dinamo Zagrzeb     | Chorwacja   | Prva HNL             | 0     | 0      |
| 2006/07 | Dinamo Zagrzeb     | Chorwacja   | Prva HNL             | ?     | 0      |
| 2007/08 | Inter Zaprešić     | Chorwacja   | Prva HNL             | ?     | 0      |
| 2008/09 | FK Baku            | Azerbejdżan | Premyer Liqa         |       |        |

## Kariera reprezentacyjna
Šarlija nie zadebiutował w pierwszej reprezentacji Chorwacji, ale w latach 2003–2004 był reprezentantem swojego kraju w kategorii Under-21.